# Europe (Film)
Europe (französischer Originaltitel Place de l’Europe) ist ein deutsch-französischer Spielfilm des Regisseurs Philip Scheffner aus dem Jahr 2022. Der Film feierte am 13. Februar 2022 auf der Berlinale seine Weltpremiere in der Sektion Forum und kam am 10. März 2022 in die deutschen Kinos.

## Handlung
Zohra Hamadi, schwere Skoliose, vierzehnmal operiert, hat nach ihrer Flucht nach Frankreich eine Metallstange in den Rücken eingesetzt bekommen und kann zum ersten Mal in ihrem Leben fast schmerzfrei gehen und tief durchatmen.
Sie wohnt in einem Vorort der französischen Stadt Chatellerault, Freunde und Familie wohnen in der Nähe und eine NGO, die mit Altkleidern handelt, hat sie angestellt. In Algerien wartet ihr Ehemann Hocine darauf, im Rahmen der Familienzusammenführung ein Visum zu bekommen. Zohra möchte den Sommer mit ihrem Mann in Algerien verbringen, doch davor muss erst noch ihre Aufenthaltsgenehmigung verlängert werden. Da Zohras medizinische Behandlung aber beendet ist, hat sie damit ihr Aufenthaltsrecht verloren. Trotz aller Bemühungen, die Normalität ihres Lebens aufrechterhalten zu können, wird Zohra der Boden unter den Füßen weggezogen: Im Film ist nur noch ihre Stimme zu hören, im Bild ist sie nicht mehr. Sie verliert Wohnung und Arbeit. Freunde und Familie fahren in den Sommerurlaub, sie allein bleibt zurück. Nun wird Zohra im Film wieder sichtbar. Ihr bleiben die Schlüssel für die Wohnungen der anderen. Diese Orte werden für sie nun zur Bühne: Indem Zohra sich mehrere Varianten von Zukunft erfindet und sie durchspielt, wird sie wieder zur Handelnden. Es entfalten sich unterschiedliche Realitäten: Mit oder ohne Hocine, mit ihrem Kind auf dem Spielplatz, mit neuem Job, die Gewährung einer Aufenthaltsgenehmigung durch einen neuen Sachbearbeiter – all das sind Varianten in einem Verwirrspiel. In diesen Phantasien spricht nur Zohra, die Stimmen der anderen sind nicht zu hören.
Durch die Fiktion erlangt die 32-Jährige eine neue Sichtbarkeit. Zohra beginnt, um ihren Platz in Europa zu kämpfen, muss dafür allerdings immer häufiger die Bühne wechseln, um glaubhaft bleiben zu können. Sie nimmt in ihrer Welt der Möglichkeiten einen fast geisterhaften Charakter an. Durch die erzwungene Fiktionalisierung entzieht sich die Protagonistin dem systematischen Griff der staatlichen Kontrollnetze. In der Schlussszene steigt Zohra an der Haltestelle in ihrem menschenleeren Viertel in den Bus, der mit ihr davonfährt.
Zu Beginn des Filmes hört man einen kurzen Dialog aus dem Off, in dem gefragt wird, was die Unterschiede zwischen Zohra und Rihm, der Schauspielerin, die Zohra verkörpert, seien: Rihm befinde sich in einem Film ohne Ende, sie lebe ihre Rollen weiter. Dadurch wird deutlich, wie nah der Film an der Realität ist.

## Produktion

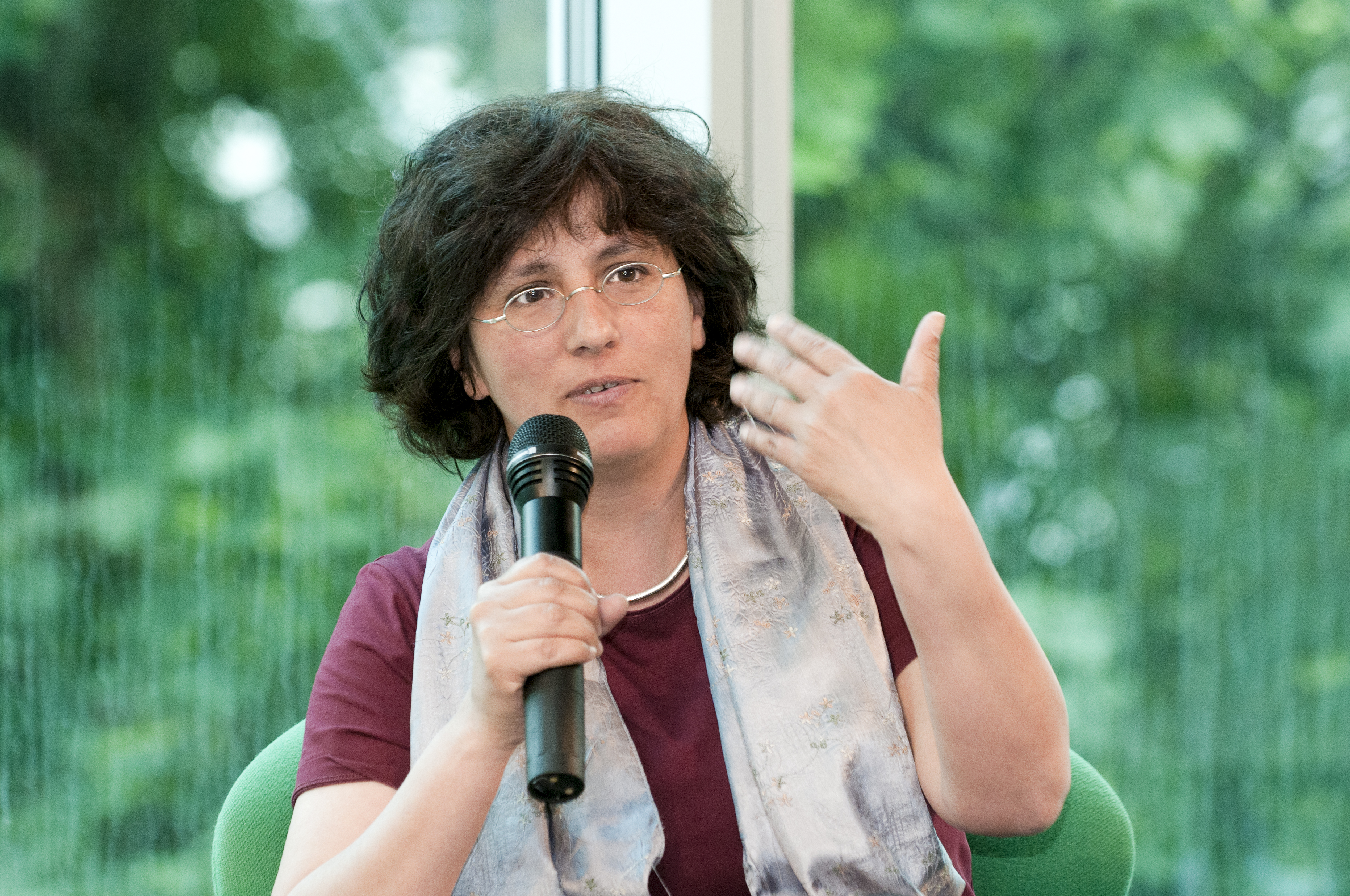
Merle Kröger, 2013

### Filmstab
Regie führte Philip Scheffner, das Drehbuch stammt von Philip Scheffner und Merle Kröger. Philip Scheffner war auch für den Filmschnitt verantwortlich, die Kameraführung lag in den Händen von Volker Sattel.
In wichtigen Rollen sind Rhim Ibrir, Thierry Cantin und Didier Cuillierier zu sehen.

### Produktion und Förderungen
Produziert wurde der Film von Caroline Kirberg und Merle Kröger. Förderungen kamen von der Beauftragten der Bundesregierung für Kultur und Medien, Eurimages, dem Medienboard Berlin-Brandenburg, der Région Nouvelle-Aquitaine mit dem CNC, Auvergne-Rhône-Alpes mit dem CNC, der Film und Medien Stiftung NRW, und der Filmförderung Hamburg Schleswig-Holstein.

### Dreharbeiten und Veröffentlichung
Der Film feierte am 13. Februar 2022 auf der Berlinale seine Weltpremiere in der Sektion Forum. Der Kinostart in Deutschland erfolgte am 10. März 2022. Im April 2022 wurde er beim Dokumentarfilmfestival Visions du Réel gezeigt. Im Juni 2022 wird er beim Filmfest Emden-Norderney vorgestellt. Der Verleih liegt in den Händen von Grandfilm.

## Auszeichnungen und Nominierungen
- 2022: Internationale Filmfestspiele Berlin: Nominierung für den GWFF Preis Bester Erstlingsfilm[12]
- 2022: Internationale Filmfestspiele Berlin: Nominierung für den Amnesty International Filmpreis[13]